# (562) Salomé
Pour les articles homonymes, voir Salomé.
(562) Salomé, désignation internationale (562) Salome, est un astéroïde de la ceinture principale.

## Description
(562) Salomé, désignation internationale (562) Salome, est un astéroïde de la ceinture principale, découvert le 3 avril 1905 par l'astronome allemand Max Wolf à l'Observatoire du Königstuhl près de Heidelberg. Sa désignation provisoire était 1905 QH.
Il tire son nom de Salomé, princesse juive du Ier siècle apr. J.-C. et fille d'Hérodiade, auquel a d'ailleurs été attribué l'astéroïde (546) Hérodias. Salomé est aussi le personnage titre de l'opéra Salome du compositeur allemand Richard Strauss (1864-1949), basé sur Salomé d'Oscar Wilde (1854-1900).